# 奈良俱樂部
奈良俱樂部（Nara Kurabu），是一支為於日本奈良市的足球會，
2014年球季他們在關西足球聯賽中奪得冠軍。2015年度，升班至日足聯，2022年獲發J3牌照，並於同年球季奪得日足聯冠軍，與亞軍(FC大阪)於2023年球季一併升班至日丙。

## 外部連結
- 官方网站